# Pamiętniki
Pamiętniki – zbiór pamiętników Jana Chryzostoma Paska. Pasek spisywał swoje wspomnienia pod koniec życia, prawdopodobnie w latach 1690–1695. Rękopis drukiem wydany zostały dopiero w 1836 roku przez hrabiego Edwarda Raczyńskiego.
Najstarszy zachowany odpis utworu pochodzi w pierwszej połowy XVIII wieku. Po powstaniu listopadowym został zagrabiony do Rosji. Do Polski powrócił na mocy postanowień traktatu ryskiego z 1921. W 1944 wywieziono go z Warszawy do austriackiego zamku Fischhorn, z którego powrócił do Polski w 1946. Obecnie znajduje się w zbiorach Biblioteki Narodowej i od 2024 prezentowany jest na wystawie stałej w Pałacu Rzeczypospolitej.

## Treść
Pamiętniki dzielą się na dwie części. Część pierwsza obejmuje lata 1655–1666. Jej treścią są wojenne przygody Paska w czasie potopu szwedzkiego (1656), najazdu Rakoczego (1657), wojny z Rosją (1660–1666) oraz rokoszu Lubomirskiego. Opisana w nim jest także słynna wyprawa wojsk polskich pod dowództwem Czarnieckiego do Danii (1658/1659). W części pierwszej brakuje początkowych stron, trudno więc ustalić, od kiedy Pasek snuje swe wspomnienia. Ponieważ autor spisywał swoje pamiętniki pod koniec życia zdarza mu się mylić lub przesuwać w czasie fakty historyczne.  

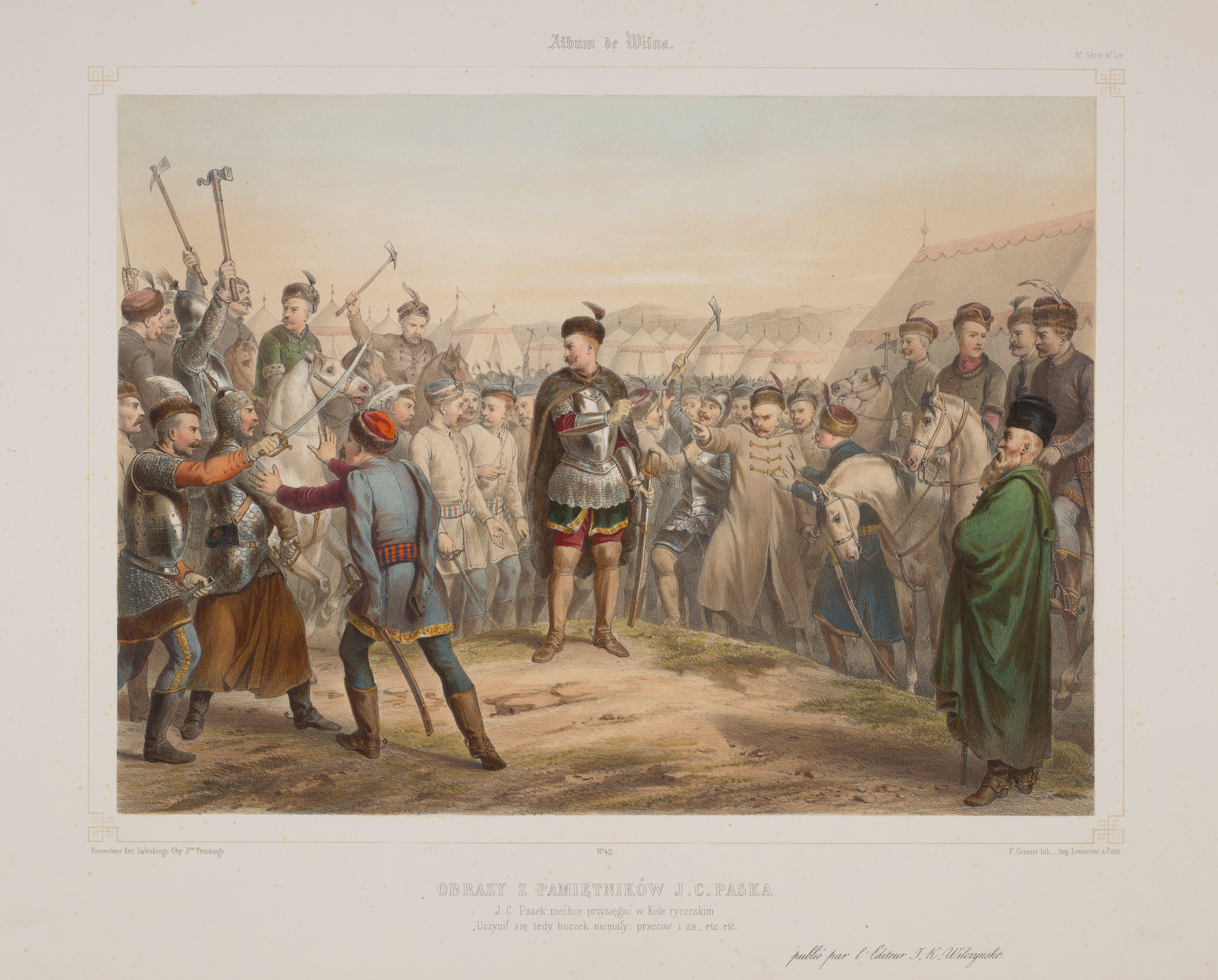
Ilustracja do Pamiętników Paska

Druga część pamiętników obejmuje lata 1667–1688 i opisuje żywot ziemianina, gospodarza i obywatela, jaki prowadził Pasek jako dzierżawca wsi należących do klucza olszowskiego Ordynacji Myszkowskich, m.in. wyprawy ze zbożem do Gdańska czy udział w sejmikach. Pasek pomija w tej części bardziej kompromitujące fakty ze swojej biografii, m.in. skazanie na banicję.
W swej narracji wspomnieniowej autor umieścił m.in. wiersz liryczny (np. pożegnanie ukochanego konia Deresza), panegiryki opiewające wiktorie nad rzeką Basią czy pod Wiedniem, listy Jana II Kazimierza i Stefana Czarnieckiego, uroczyste mowy, fragmenty popularnych piosenek, przyśpiewek, kąśliwych paszkwilów na Litwinów. Pasek przyjął w swej relacji konwencję narracji gawędziarskiej z elementami języka potocznego, obrazowego, wplótł humor, dowcipy, rubaszne słownictwo. Posługiwał się często tzw. makaronizmami (mieszaniną słów i wyrażeń polskich oraz łacińskich).

## Nawiązania w kulturze
Pamiętniki stały się źródłem pisarskiej inspiracji w XIX wieku. Adam Mickiewicz poświęcił mu dwa z wykładów o literaturze słowiańskiej; Juliusz Słowacki wykorzystał jego sylwetkę w „Mazepie”, gdzie autor „Pamiętników” na ganku, „z powagą papużą”

I z wielkim stał papierem − ba! to mówca śliczny,

Przygotował dla króla wiersz makaroniczny.

Henryk Sienkiewicz szeroko wykorzystywał słownictwo paskowe i przypuszczalnie stamtąd wziął tytuł pierwszego tomu swej „trylogii”: ([wróg] trzy części ojczyzny naszej mieczem i ogniem splądrował...). Pod jego urokiem byli Zygmunt Krasiński, Józef Ignacy Kraszewski, Zygmunt Kaczkowski, Teodor Jeske-Choiński, a także Henryk Rzewuski, twórca tzw. gawędy szlacheckiej, zapoczątkowanej Pamiątkami Soplicy. Wpływy Paska widoczne są też w literaturze XX w., np. w poezji Jerzego Harasymowicza, Ernesta Brylla, w powieści Trans-Atlantyk (1953) Witolda Gombrowicza (parodia gawędy szlacheckiej), w gawędach autora Szczenięcych lat Melchiora Wańkowicza, a także u Ksawerego Pruszyńskiego i Wojciecha Żukrowskiego. Liczne odwołania do pamiętników Paska są dowodem zakorzenienia twórców polskich w XVII-wiecznej kulturze narodowej.